# Marvel’s Agent Carter
Marvel’s Agent Carter, auch: Agent Carter, ist eine US-amerikanische Fernsehserie, die Teil des Marvel Cinematic Universe ist. Sie wurde von Christopher Markus und Stephen McFeely entwickelt und handelt von Agent Peggy Carter, gespielt von Hayley Atwell. Sie übernimmt geheime Aufträge für Howard Stark und versucht, als alleinstehende Frau im Amerika der späten 1940er Jahre ihr Leben zu leben.
Die Serie wurde von Marvel Television, ABC Studios und Mutant Enemy für den US-Sender ABC produziert und besteht aus zwei Staffeln mit insgesamt 18 Episoden. Sie wurde in den USA jeweils während der Winterpause von Staffel 2 und 3 von Marvel’s Agents of S.H.I.E.L.D. ausgestrahlt.

## Handlung
Agent Margaret Elizabeth „Peggy“ Carter arbeitet bei der geheimen Organisation SSR (Strategic Scientific Reserve). Die Handlung beginnt im Jahre 1946, ein Jahr nach Ende des Zweiten Weltkrieges und dem Sieg über Red Skull (Handlung des Filmes Captain America: The First Avenger). Die Soldaten kehren wieder aus Übersee zurück und übernehmen ihre alten Positionen. Dadurch fühlt sich Agent Carter zurückgesetzt, weil ihr als Frau nur noch anspruchslose Verwaltungsaufgaben zugetraut werden. Privat muss sie den Verlust ihres Freundes Steve Rogers, Captain America, bewältigen und sich mit dem Leben als alleinstehende Frau in New York City arrangieren.
Zugleich wird sie von Howard Stark für Geheimaufträge eingesetzt. Unbekannte entwendeten von ihm geheimgehaltene, extrem gefährliche Erfindungen und Pläne, die er nicht freigeben wollte. Da die US-Regierung und die SSR Stark des Hochverrates verdächtigen, taucht dieser ab und beauftragt Agent Carter, die Täter zu suchen und die Erfindungen zurückzuholen. Dabei muss sie unerkannt und zum Teil gegen ihre Kollegen der SSR vorgehen. Ihre einzige Hilfe dabei ist Starks Butler Edwin Jarvis.

## Besetzung und Synchronisation

### Hauptbesetzung
| Rollenname    | Schauspieler/in | Hauptrolle | Synchronsprecher/in |
| ------------- | --------------- | ---------- | ------------------- |
| Peggy Carter  | Hayley Atwell   | 1.01–2.10  | Melanie Hinze       |
| Edwin Jarvis  | James D’Arcy    | 1.01–2.10  | Frank Schaff        |
| Jack Thompson | Chad M. Murray  | 1.01–2.10  | Robin Kahnmeyer     |
| Daniel Sousa  | Enver Gjokaj    | 1.01–2.10  | Boris Tessmann      |
| Roger Dooley  | Shea Whigham    | 1.01–1.07  | Tobias Lelle        |

### Nebenbesetzung
| Rollenname                     | Schauspieler/in              | Nebenrolle                                   | Synchronsprecher/in    |
| ------------------------------ | ---------------------------- | -------------------------------------------- | ---------------------- |
| Steve Rogers / Captain America | Chris Evans (Archivmaterial) | 1.01                                         | Dennis Schmidt-Foß     |
| Howard Stark                   | Dominic Cooper               | 1.01, 1.04, 1.08, 2.03, 2.10                 | Timmo Niesner          |
| Ray Krzeminski                 | Kyle Bornheimer              | 1.01–1.03                                    | Marco Kröger           |
| Angie Martinelli               | Lyndsy Fonseca               | 1.01–1.04, 1.06, 1.08, 2.09                  | Giuliana Jakobeit      |
| Rose Roberts                   | Lesley Boone                 | 1.01, 1.03, 1.07, 2.01–2.02, 2.05, 2.08–2.10 | Almut Zydra            |
| Hugh Jones                     | Ray Wise                     | 1.02, 2.02, 2.05–2.06                        | Lutz Riedel            |
| Miriam Fry                     | Meagen Fay                   | 1.02–1.04, 1.06                              | Silvia Mißbach         |
| Dottie Underwood               | Bridget Regan                | 1.03–1.08, 2.01, 2.06–2.07, 2.09             | Manja Doering          |
| Agent Yauch                    | Alexander Carroll            | 1.01–1.06                                    | Peter Flechtner        |
| Johann Fennhoff / Dr. Ivchenko | Ralph Brown                  | 1.05–1.08                                    | Bodo Wolf              |
| Dum-Dum Dugan                  | Neal McDonough               | 1.05                                         | Johannes Berenz        |
| Arnim Zola                     | Toby Jones                   | 1.08                                         | Lutz Schnell           |
| Whitney Frost / Agnes Cully    | Wynn Everett                 | 2.01–2.10                                    | Dascha Lehmann         |
| Jason Wilkes                   | Reggie Austin                | 2.01–2.10                                    | Matti Klemm            |
| Calvin Chadwick                | Currie Graham                | 2.01–2.06, 2.10                              | Hans-Jürgen Dittberner |
| Ana Jarvis                     | Lotte Verbeek                | 2.01–2.02, 2.06–2.10                         | Gundi Eberhard         |
| Violet                         | Sarah Bolger                 | 2.01–2.02, 2.05                              | Julia Ziffer           |
| Dr. Aloysius Samberly          | Matt Braunger                | 2.01, 2.05, 2.08–2.10                        | Tobias Nath            |
| Vernon Masters                 | Kurtwood Smith               | 2.01, 2.03–2.04, 2.06–2.09                   | Frank-Otto Schenk      |
| Rufus Hunt                     | Chris Browning               | 2.02–2.04                                    | Oliver Stritzel        |
| Vega                           | Rey Valentin                 | 2.03–2.05, 2.08–2.09                         | Marios Gavrilis        |
| Joseph Manfredi                | Ken Marino                   | 2.05, 2.07–2.10                              | Sascha Rotermund       |

## Ausstrahlung
Die Erstausstrahlung auf ABC begann am 6. Januar und endete am 24. Februar 2015. Die zehnteilige zweite Staffel, die in Los Angeles spielt, wurde vom 5. Januar bis zum 1. März 2016 auf ABC gezeigt. Im Mai 2016 gab ABC die Einstellung der Serie bekannt.
Im deutschsprachigen Raum begann der Pay-TV-Sender Syfy am 27. Mai 2015 mit der Ausstrahlung der ersten Staffel. Die Ausstrahlung der zweiten Staffel fand vom 4. Mai 2016 bis 1. Juni 2016 erneut auf Syfy im Pay-TV statt.

## Episodenliste

### Staffel 1
| Nr. (ges.) | Nr. (St.) | Deutscher Titel         | Originaltitel         | Erstausstrahlung USA | Deutschsprachige Erstausstrahlung (D/A/CH) | Regie               | Drehbuch                             | Quoten (USA) |
| --- | --------- | ----------------------- | --------------------- | -------------------- | ------------------------------------------ | ------------------- | ------------------------------------ | ------------ |
| 1 | 1         | Das ist nicht das Ende  | Now Is Not the End    | 6. Jan. 2015         | 27. Mai 2015                               | Louis D’Esposito    | Christopher Markus & Stephen McFeely | 6,91 Mio.    |
| Ein Jahr nach dem Ende des Zweiten Weltkriegs und dem Verlust ihres Freundes Captain America muss sich Agent Peggy Carter in New York City bei dem Geheimdienst Strategic Scientific Reserve mit ihren sexistischen Kollegen, die ihr herabwürdigende Arbeiten auferlegen, auseinandersetzen. Peggy wird vom Waffenentwickler Howard Stark besucht, der wegen des Verkaufs von gefährlichen Militärwaffen auf dem Schwarzmarkt von der SSR gejagt wird und mit ihrer Hilfe seine Unschuld beweisen will, wofür er ihr seinen Butler Edwin Jarvis zur Verfügung stellt. Stark erklärt ihr außerdem, dass ihm u. a. eine Formel mit gefährlichem, molekularem Nitramin gestohlen wurde. Peggys Kollege, der hilfsbereite Kriegsveteran Daniel Sousa, überliefert ihr Informationen, die der rücksichtslose Agent Jack Thompson herausgefunden hat. Mit diesen macht sie sich heimlich auf zu einer Party in einem Club, dessen Besitzer Spider Raymond gerade das Nitramin an einen Mann namens Leet Brannis verkauft hat. Peggy schafft es, Raymond auszuschalten und unbemerkt zum Tresor zu gelangen, wo sie das Nitramin findet, welches bereits in eine hellleuchtende, handgranatenartige Waffe umgewandelt wurde. Mit der Hilfe des Wissenschaftlers Anton Vanko finden Peggy und Jarvis heraus, dass die Waffe bei dem Gas- und Ölunternehmen Roxxon hergestellt wurde. Sie machen sich umgehend auf den Weg dorthin, wo Peggy erfährt, dass Brannis eine Vielzahl an Nitramin-Waffen produzieren lässt. Als Peggy auf ihn trifft, offenbart er eine eigenartige Narbe am Hals und kündigt über ein Sprachgerät, das er sich an den Hals hält, die Auferstehung von „Leviathan“ an, woraufhin er ein Nitramin-Gefäß fallen lässt, um das gesamte Gebäude implodieren zu lassen und mit dem restlichen Nitramin zu fliehen, während Peggy rechtzeitig von Jarvis gerettet werden kann. Dieser informiert nach dieser ersten Mission von Peggy Stark darüber, dass sie keinen Verdacht geschöpft habe. |           |                         |                       |                      |                                            |                     |                                      |              |
| 2 | 2         | Brücke und Tunnel       | Bridge and Tunnel     | 6. Jan. 2015         | 3. Juni 2015                               | Joseph V. Russo     | Eric Pearson                         | 6,91 Mio.    |
| Nachdem Leet Brannis in einem Molkereiwagen mit dem Nitramin geflohen ist, besucht Agent Peggy Carter getarnt die Molkerei, wo sie herausfindet, dass das Auto Sheldon McFee gehört. Bei der SSR soll Daniel Sousa Fotos analysieren, die in Raymonds Club von der verkleideten Peggy gemacht worden sind, weshalb sie gezwungen ist, einen Weg zu suchen, um ihr Auffliegen zu verhindern. SSR-Chief Roger Dooley gibt in Auftrag, die Überreste der Implosion des Roxxon-Gebäudes nach Hinweisen zu untersuchen, während dessen Leiter Hugh Jones befragt wird. Dieser erklärt, dass sein Konkurrent Howard Stark, der für dieses Verbrechen verantwortlich gemacht wird, mit Vita-Strahlung experimentiert hat. Daraufhin lässt die SSR alle Roxxon-Mitarbeiter auf Vita-Strahlung überprüfen, wobei Peggy hilft, einen der Männer, den sie von ihrer Mission wiedererkennt, gefangen zu nehmen. Agent Thompson foltert ihn solange, bis er ihm den Aufenthaltsort von Sheldon McFee verrät, den Peggy und Edwin Jarvis derweil aufsuchen. Dort angekommen können sie Leet Brannis gefangen nehmen, der versucht, mit dem Nitramin-Wagen zu fliehen. Auf der Fahrt zurück werden sie allerdings von einem Mann angegriffen, der Brannis anschießt. Peggy kann beim darauffolgenden Kampf Jarvis und Brannis aus dem Wagen holen, bevor dieser mit dem Angreifer eine Klippe hinunterstürzt und das Nitramin eine riesige Implosion erzeugt. Der im Sterben liegende Brannis zeichnet eine herzförmiges Symbol in den Sand, bevor er seiner Schussverletzung erliegt. Das SSR-Team erscheint zu spät und kann nur noch die Hotelschlüssel des Angreifers am Tatort finden. Zurück im Revier kann Sousa die Frau auf den Bildern zu Peggys Erleichterung nicht identifizieren. Schließlich wird in den Überresten der Roxxon-Implosion das Nummernschild von Starks Autos gefunden, mit dem Peggy und Jarvis geflohen sind. |           |                         |                       |                      |                                            |                     |                                      |              |
| 3 | 3         | Agent im Kreuzfeuer!    | Time and Tide         | 13. Jan. 2015        | 10. Juni 2015                              | Scott Winant        | Andi Bushell                         | 5,10 Mio.    |
| Nach dem Fund des Nummernschildes von Starks Wagen begibt sich die SSR zu Starks Haus, wo sie Edwin Jarvis erwartet. Da Stark, noch immer auf der Flucht vor der SSR, nicht anwesend ist, nehmen sie Jarvis mit zum Revier, um ihn zu verhören. Agent Thompson glaubt Jarvis’ Aussage, das Auto sei gestohlen worden, nicht und bringt dabei dessen brisante Vergangenheit ins Spiel, woraufhin er ihm mit der Abschiebung droht. Indem Peggy die Autodiebstahl-Akte mit den Codes signieren lässt, rettet sie Jarvis aus dessen Notsituation zum Ärger ihrer Kollegen. Peggy und Jarvis untersuchen dann den Tresor, aus dem Starks Waffen gestohlen wurden, wobei offenbart wird, dass Jarvis einst unehrenhaft aus der Armee entlassen wurde, da er im Krieg in Budapest zur Rettung seiner jetzigen Frau Ana die Unterschrift seines vorgesetzten Generals fälschte. Allerdings ist er der Anklage entkommen, da ihn Stark freigekauft hatte. Schließlich entdecken sie unter dem Einbruchsloch einen Abwasserkanal, der auf die offene See zum Hafen führt, wo sie ein Schiff mit Brannis’ Symbol sehen. Dort angekommen finden sie Starks gestohlene Waffen vor, woraufhin Jarvis – mit verstellter Stimme – die SSR herbeiruft. Im Inneren des Schiffs kommt es derweil zum Kampf zwischen Peggy und einem unbekannten Mann, den sie allerdings mit Jarvis’ Hilfe besiegen kann. Sie verschwinden, bevor Agent Sousa und Agent Ray Krzeminski erscheinen, die Starks Waffen und den bewusstlosen Mann vorfinden. Die Waren werden daraufhin zur SSR gebracht, während Agent Krzeminski den Angreifer zum Revier fährt. Das Auto wird jedoch von einem anderen angehalten, als ein unbekannter Killer aussteigt, Krzeminski und den Mann tötet und verschwindet. Am Tag darauf herrscht aufgrund Krzeminskis Tod bedrückte Stimmung bei der SSR, während Chief Dooley schwört, dass Stark, den er hierfür verantwortlich macht, dafür bezahlen werde. |           |                         |                       |                      |                                            |                     |                                      |              |
| 4 | 4         | Bedrohte Zukunft        | The Blitzkrieg Button | 27. Jan. 2015        | 17. Juni 2015                              | Stephen Cragg       | Brant Englestein                     | 4,63 Mio.    |
| Bei einer Geldübergabe schalten Peggy und Jarvis Schmuggler, die Howard Stark zurück ins Land geschmuggelt haben, aus, nachdem diese sie erpressen wollten. Stark wird daraufhin in Peggys Wohnung, einem Apartment in einem strengen Frauenhotel, untergebracht. Währenddessen reist Chief Dooley nach Nürnberg zum gefangenen deutschen Oberst Mueller, der im Krieg an der Schlacht von Finow teilgenommen hat, in der laut Akten auch der getötete Leet Brannis und dessen ebenfalls toter Mörder, aus dessen Hotelzimmer die SSR eine Langstreckenschreibmaschine geborgen hat, gestorben sind. Nachdem Stark auf Fotos, die Peggy im Labor der SSR, wo Starks Waffen aufbewahrt werden, geschossen hat, entdeckt, dass sich unter den Waffen der kugelförmige „Blitzkrieg-Schalter“ befindet, bittet er Peggy diesen zu stehlen. Peggy gelingt es, an die Waffe zu gelangen, doch da sie aufgrund Jarvis’ verdächtigen Verhaltens misstrauisch geworden ist, betätigt sie den Schalter, woraufhin sich die Kugel öffnet und eine Ampulle mit Captain Americas Blut zum Vorschein kommt. Zurück im Hotel erklärt Stark der aufgebrachten Peggy, dass er das Blut brauche, um es in Zukunft für gesundheitliche Zwecke einzusetzen. Nach seiner Rückkehr aus Deutschland teilt Chief Dooley Agent Thompson seine Erkenntnisse aus dem Gespräch mit Oberst Mueller mit, der behauptete, dass die russischen Soldaten in der angeblichen Schlacht in Wahrheit schon allesamt tot waren, als die deutschen Truppen erst angekommen sind. Beim Versuch, sich an Peggy zu rächen, wird dem Anführer der Schmugglerbande von Peggys Zimmernachbarin Dottie Underwood mit einer schnellen Bewegung das Genick gebrochen, woraufhin sie dessen vollautomatische Pistole an sich nimmt. Währenddessen entdecken Dooley und Thompson, dass Howard Stark einen Tag nach der Schlacht in Finow gelandet ist. Schließlich versteckt Peggy den Schalter mit der Ampulle in ihrer Zimmerwand. Derweil bemerkt Chief Dooley in seinem Büro die Schreibmaschine, die eine Nachricht empfängt.                                          |           |                         |                       |                      |                                            |                     |                                      |              |
| 5 | 5         | Im Feindesland          | The Iron Ceiling      | 3. Feb. 2015         | 24. Juni 2015                              | Peter Leto          | Jose Molina                          | 4,20 Mio.    |
| Die SSR versucht mithilfe eines Kryptoanalytikers, die verschlüsselte Mitteilung der Schreibmaschine zu entziffern, als Peggy zur Hilfe kommt und die Nachricht entschlüsseln kann. Es handelt sich um einen vereinbarten Treffpunkt für den Kauf einer Geheimwaffe zwischen Leviathan, das Chief Dooley als geheime russische Organisation identifiziert, und Howard Stark. Zum Missfallen von Agent Thompson schickt Dooley Peggy mit dem Team zu den Koordinaten an der russischen Grenze. Dort trifft die Einsatztruppe, wie vereinbart, auf die „Howling Commandos“, bestehend aus Peggys alten Kriegsgefährten „Dum Dum“ Dugan, „Happy Sam“ Sawyer, „Junior“ Juniper und „Pinky“ Pinkerton. Währenddessen entdeckt Agent Sousa bei der SSR auf den Fotos aus Raymonds Club, dass die blonde Frau zwei Narben an derselben Stelle wie Peggy aufweist, woraufhin Sousa klar wird, dass es sich bei der Frau um Peggy handelt. Chief Dooley trifft unterdessen einen Journalisten, der ihm erklärt, dass Howard Stark nach der Schlacht von Finow eben dort eine Auseinandersetzung mit einem Militärgeneral hatte, woraufhin Stark die Kooperation mit der Armee beendete. An der russischen Grenze begibt sich das Team derweil in einen verlassenen Gebäudekomplex, in dem im Jahr 1937 russische Mädchen, darunter auch Dottie Underwood, zu Killerinnen ausgebildet wurden, als sie auf ein weinendes Mädchen treffen, das Dugan angreift und Juniper erschießt, bevor es flieht. Schließlich trifft die Gruppe auf eine Gefängniszelle mit zwei Insassen, einem Ingenieur und dessen Psychiater Dr. Ivchenko, der erklärt, dass Stark nicht anwesend ist und Leviathan nur dessen Pläne zum Bau einer Waffe hat, womit sie den Ingenieur beauftragt hatten. Sie können die beiden befreien, bevor sie von Leviathan-Soldaten überrascht werden. Im Kampfgeschehen kommt der Ingenieur zu Tode, doch der Rest kann fliehen. Peggy verabschiedet sich daraufhin von den Howling Commandos und macht sich mit Agent Thompson und Dr. Ivchenko auf den Weg zurück nach New York.                                     |           |                         |                       |                      |                                            |                     |                                      |              |
| 6 | 6         | Auf der Flucht          | A Sin to Err          | 10. Feb. 2015        | 1. Juli 2015                               | Stephen Williams    | Lindsey Allen                        | 4,25 Mio.    |
| Bei der SSR erzählt Dr. Ivchenko Chief Roger Dooley, wie er vor zwei Jahren gezwungen wurde, für Leviathan zu arbeiten. Peggy glaubt, dass es sich beim Dieb von Starks Waffen um eine im russischen Trainingslager ausgebildete Agentin handelt, da eine Frau durch eine Liaison mit Stark leichten Zugang zu dessen Tresor gehabt hätte. Hinsichtlich dieser Vermutung hat Peggy vor, mit der Hilfe von Jarvis alle Frauen, mit denen Stark in den letzten Monaten Kontakt hatte, zu besuchen. Währenddessen befragt Agent Sousa im Gefängnis Sheldon McFee, der Peggy auf einem Foto von ihr als seine Angreiferin identifiziert, die ihn vor seiner Festnahme attackierte. Im SSR-Revier kommuniziert Dr. Ivchenko heimlich durch ein offenes Fenster über Lichtsignale und Morsezeichen mit der im gegenüberliegenden Gebäude positionierten Dottie Underwood. Er gibt ihr die Anweisung, Peggy zu töten, bevor er ein bestimmtes Objekt stehlen will, wodurch sich offenbart, dass die beiden zusammenarbeiten. Auf der Suche nach der Täterin stoßen Peggy und Jarvis auf ein scheinbar unbewohntes Apartment, in dem sich ein Bett mit zerkratztem Rahmen befindet, was Peggy damit erklärt, dass sich die Bewohnerin zum Schlafen ans Bett fesselt, eine Erziehungsmaßnahme, die auch früher bei den Mädchen im Ausbildungslager angewandt wurde. In einem Lokal wird den beiden schließlich von SSR-Agents, darunter auch Agent Thompson, aufgelauert, die Peggy allesamt ausschalten kann, bevor sie schließlich vor Agent Sousa fliehen muss. In der SSR-Zentrale wird Dr. Ivchenko Agent Yauch zugeteilt, den er mit einer speziellen Hypnosemethode, mit der sich er zuvor auch schon erfolglos an Dooley versucht hat, manipuliert. Nachdem er Yauch dazu bringt, ihm den Weg zu Starks Waffen und dem Ausgang zu verraten, lässt er den Agenten Selbstmord begehen. Dottie gelingt es derweil, die auf der Flucht befindliche Peggy durch einen Kuss mit einem narkotisierten Lippenstift zu betäuben, schafft es aber nicht mehr, sie zu ermorden, bevor die SSR kommt und Peggy festnimmt.              |           |                         |                       |                      |                                            |                     |                                      |              |
| 7 | 7         | Kein guter Tag          | SNAFU                 | 17. Feb. 2015        | 8. Juli 2015                               | Vincent Misiano     | Chris Dingess                        | 4,15 Mio.    |
| Peggy wird auf dem SSR-Revier verhört, gesteht sich ihre Schuld aber nicht ein und verweist stattdessen darauf, dass der wahre Feind noch immer auf freiem Fuße ist. Dabei erscheint plötzlich Edwin Jarvis, der Peggy mit einem gefälschten Geständnis von Howard Stark befreien will. Chief Dooley lässt Peggy und Jarvis allerdings vorerst auf dem Revier verweilen, wo die beiden dann beobachten, wie Dr. Ivchenko am Fenster von Dooleys Büro heimlich mit Morsezeichen kommuniziert. Sie entschließen sich die Wahrheit zu verraten, woraufhin Peggy vor Dooley, Thompson und Sousa erzählt, dass sie abseits der SSR tatsächlich eigene Nachforschungen angestellt hat und das Geständnis nicht echt ist. Dooley ringt damit, Peggy zu glauben, lässt zur Sicherheit aber dennoch das gegenüberliegende Gebäude untersuchen. Dr. Ivchenko versucht schließlich erneut, Dooley unter seine Kontrolle zu bringen, was diesmal funktioniert. Dieser sperrt Peggy und Jarvis daraufhin geistesgegenwärtig in einen Raum ein und lässt Dr. Ivchenko Objekt 17 aus dem Labor stehlen, bevor dieser mit Dottie Underwood, die den Agents im anderen Gebäude entkommen konnte, im Auto flieht. Peggy und Jarvis können von Agent Thompson befreit werden und eilen zu Dooley, der benommen von der Gehirnmanipulation eine pulsierende Weste trägt, die er unter dem Einfluss des Doktors angezogen hat. Bei dieser handelt es sich um eine unausgereifte Erfindung von Stark, die als Wärmelieferant für Soldaten in kalten Monaten dienen soll, allerdings über eine instabile Batterie verfügt, die sich nun allmählich überhitzt. Kurz bevor die Weste zu explodieren droht, sieht Dooley nur noch eine Möglichkeit: Er entreißt Thompson dessen Pistole, zerschießt ein Fenster und springt hinaus, gerade rechtzeitig, bevor die Weste in der Luft explodiert. Dr. Ivchenko und Dottie testen Objekt 17 derweil in einem Kinosaal, wobei sich offenbart, dass es sich hierbei um ein Nervengas handelt, das die anwesenden Leute wahnsinnig werden lässt, wodurch es zu einer Massenschlägerei kommt.              |           |                         |                       |                      |                                            |                     |                                      |              |
| 8 | 8         | Das ist erst der Anfang | Valediction           | 24. Feb. 2015        | 15. Juli 2015                              | Christopher Misiano | Michele Fazekas & Tara Butters       | 4,02 Mio.    |
| Nach der Untersuchung der gewaltsam ermordeten Kinobesucher erscheint Howard Stark, um die SSR vor der Gefährlichkeit des Gases zu warnen. Er erklärt, dass das Gas namens „Midnight Oil“ ursprünglich dazu konzipiert war, Soldaten im Krieg vor Müdigkeit zu bewahren, es jedoch noch so unausgereift war, dass es eben jene Psychosen verursachte, die die Leute wahnsinnig werden ließen. Diese Wirkung nutzte ein Militärgeneral, um ein russisches Heer bei Finow anzugreifen, das sich daraufhin selbst vernichtete. Weiterhin stellt sich heraus, dass den Leviathan-Anhängern, die ein Sprachgerät zur Kommunikation benötigten, der Kehlkopf entfernt wurde, um sie vor einem Erstickungstod an Midnight Oil zu bewahren. Stark erklärt sich daraufhin bereit, eine öffentliche Pressekonferenz zu halten, um verkünden zu lassen, dass er unschuldig ist und um Ivchenko, dessen wahrer Name Dr. Johann Fennhoff ist, anzulocken. Auf dieser wird Stark beschossen und anschließend in ein Auto gebracht, das ihn entgegen seiner Erwartung zu seinem Hangar bringt, wo ihn Dr. Fennhoff erwartet. Dieser offenbart Stark daraufhin, dass auch er bei der Schlacht von Finow anwesend war und mit einer Gasmaske zusehen musste, wie sich seine Kameraden, darunter auch sein Bruder, brutal töteten. Als das SSR-Team daraufhin zum Flugplatz eilt, befindet sich Stark schon, durch Fennhoffs Gedankenmanipulation beeinflusst, in einem seiner Flugzeuge, um das Giftgas über New York City abzuwerfen. Peggy findet Dr. Fennhoff und Dottie in der Kommandozentrale, wo sie Dottie im Kampf in die Flucht schlägt. Über Funk redet Peggy daraufhin solange auf Stark ein, bis dieser zur Besinnung kommt und wieder umkehrt, während Fennhoff festgenommen wird. Jarvis zeigt Peggy abschließend ihr neues Wohnheim, eine Villa von Howard Stark, und überreicht ihr die Ampulle mit Captain Americas Blut, die sie schließlich über dem East River entleert. Dr. Fennhoff, der nun einen Maulkorb trägt, wird derweil zu Arnim Zola in eine Zelle gesperrt, der ihm umgehend die Zusammenarbeit anbietet. |           |                         |                       |                      |                                            |                     |                                      |              |

### Staffel 2
| Nr. (ges.) | Nr. (St.) | Deutscher Titel        | Originaltitel           | Erstausstrahlung USA | Deutschsprachige Erstausstrahlung (D/A/CH) | Regie              | Drehbuch                                           | Quoten (USA) |
| --- | --------- | ---------------------- | ----------------------- | -------------------- | ------------------------------------------ | ------------------ | -------------------------------------------------- | ------------ |
| 9 | 1         | Die Dame im See        | The Lady in the Lake    | 19. Jan. 2016        | 4. Mai 2016                                | Lawrence Trilling  | Brant Englestein                                   | 3,18 Mio.    |
| Während es der SSR in New York unter der Leitung von Jack Thompson gelingt, Dottie Underwood mit einem Hinterhalt bei einem Banküberfall zu fassen, findet die SSR unter der Aufsicht des neuen Chiefs von Los Angeles, Daniel Sousa, die Leiche einer Frau in einem zur Sommerzeit zugefrorenen See. Thompson schickt Peggy Carter als Verstärkung nach L.A., wo sie gemeinsam mit Sousa und dem Polizisten Andrew Henry feststellen muss, dass die Leiche bei Dunkelheit ein sonderbares Leuchten von sich abgibt, welches ein Doktor auf die Arbeit mit einem Teilchenbeschleuniger zurückführt. Peggy verschafft sich Zugang zu dem entsprechenden Forschungsunternehmen, Isodyne Energy, und trifft auf den Wissenschaftler Jason Wilkes, der ihr verrät, dass das Todesopfer eine Affäre mit dem Vorsitzenden von Isodyne, Calvin Chadwick, hatte. Da Howard Stark Peggy für ihren Aufenthalt seine Villa zur Verfügung stellt, erhält sie die Unterstützung von Edwin Jarvis, mit dem sie Chadwick und dessen Frau, die Schauspielerin Whitney Frost, schließlich bei einem Pferderennen befragt, allerdings ohne Erfolg. Kurz darauf finden Peggy, Sousa und Henry den zuständigen Pathologen eingefroren vor und Peggy zieht Wilkes zu Rate, der jedoch von Henry entführt wird, als dieser ebenfalls beginnt, vom Frost vereinnahmt zu werden. Peggy und Sousa verfolgen Henrys Auto und fangen ihn ein und es stellt sich heraus, dass dieser beauftragt wurde, die Leiche der Frau so aussehen zu lassen, als wäre sie schon vor dem Erfrieren getötet worden. Durch den Kontakt mit dem Vereisungsmittel stirbt er nun selbst langsam daran, weshalb er vom ahnungslosen Wilkes ein Gegenmittel forderte. Bevor Peggy ihn ausfragen kann, wird Henry von einem von Chadwick bezahlten Polizisten erschossen. In New York wird Dottie derweil dem FBI übergeben mit der Erklärung an Thompson, dass die SSR durch eine andere Organisation für Friedenszeiten ersetzt werden soll. Anschließend zeigt sich, wie Wilkes in seinem Labor eine mysteriöse Materie begutachtet.                      |           |                        |                         |                      |                                            |                    |                                                    |              |
| 10 | 2         | Nullmaterie            | A View in the Dark      | 19. Jan. 2016        | 4. Mai 2016                                | Lawrence Trilling  | Eric Pearson & Lindsey Allen                       | 3,18 Mio.    |
| Ein geheimer Rat, dem auch Calvin Chadwick angehört, lässt einen Auftragskiller die Eisleiche aus der Obhut der SSR stehlen, wobei zwei Agenten getötet werden. Wie sich herausstellt, hat dieser Rat ohne Chadwicks Beteiligung die Schließung von Isodyne entschieden und begründet dies gegenüber Chadwick damit, dass der mangelnde Ertrag des Projektes nicht mehr die hohe Aufmerksamkeit rechtfertigte. Auf der Suche nach dem Hintergrund zu Isodynes plötzlicher Räumung begegnet Peggy Jason Wilkes, der sogleich ein Treffen arrangiert, um sie in das Forschungsprojekt einzuweihen. Im Observatorium erklärt Wilkes Peggy dann anhand von Filmaufnahmen, dass es sich um „Nullmaterie“ handelt, eine unbekannte schwarze Substanz, die nach einem Atombombentest von Isodyne zurückblieb. Als er ihr gerade erzählt, dass er für die Konstruktion der Schutzkammer bei Isodyne verantwortlich war, wird ihnen von mehreren Killern des Rates aufgelauert, die sie verfolgt haben, doch es gelingt den beiden, mit dem Auto zu fliehen. Peggy und Wilkes beschließen, die Nullmaterie zu stehlen und begeben sich dafür am nächsten Abend ins Labor. Während Peggy außerhalb des Gebäudes für Ablenkung sorgt, füllt Wilkes die Materie in ein Gefäß, wird dabei aber von Whitney Frost mit einer Pistole überrascht, die das Projekt trotz des Scheiterns ihres Mannes noch nicht aufgegeben hat. Im Kampf über den Behälter fällt dieser anschließend zu Boden und geht zu Bruch, woraufhin die Nullmaterie mit einer gewaltigen Druckwelle entweicht. Wilkes ist fortan verschwunden und wird für tot erklärt, was Peggy angesichts der entwickelten Zuneigung für ihn sehr belastet. Frost hingegen konnte noch rechtzeitig entkommen, hat bei dem Vorfall allerdings einen Teil der Nullmaterie in sich aufgenommen. |           |                        |                         |                      |                                            |                    |                                                    |              |
| 11 | 3         | Der Arena Club         | Better Angels           | 26. Jan. 2016        | 11. Mai 2016                               | David Platt        | Jose Molina                                        | 2,90 Mio.    |
| Peggy zeigt Howard Stark den Film zur Entstehung der Nullmaterie und erhält von ihm den Hinweis, dass die Anstecknadel, die sie ihren Verfolgern im Observatorium entwenden konnte, aus dem vornehmen „Arena Club“ stammt. Bei der SSR wird Peggy von Chief Thompson erwartet, der aus New York angereist ist, um den Isodyne-Fall abzuschließen, Peggy aber nicht dazu bringen kann, den Einsatzbericht zu unterschreiben, da dieser Wilkes – genau wie die Presse – als kommunistischen Spion darstellt. Indem Stark mit mehreren Frauen auf einmal den Arena Club überrennt, kann sich Peggy unbemerkt umsehen und gelangt per Zufall in den Geheimraum des Rates, dem der Arena Club als Vorwand dient. Dort findet sie für die Zukunft bedruckte Zeitungen, in denen die Wahl von Chadwick zum Senator verkündet wird, wovon sie nach ihrer Rückkehr ins Revier Thompson berichtet, der sich ohne Beweise jedoch nicht überzeugen lässt und stattdessen seinem Mentor vom FBI, Vernon Masters, das Videoband zur Nullmaterie übergibt. Nachdem Stark in seiner Villa feststellt, dass sich die Schwerkraft in Peggys Umgebung anders verhält, bringt er mittels eines selbst aus Silbernitrat hergestellten Serums den immateriellen Wilkes zum Vorschein, der sie auf Whitney Frost aufmerksam macht, bevor er wieder verschwindet. Infolge der Befragung durch Peggy überredet Frost Chadwick, den Killer des Rates auf Peggy anzusetzen, den diese am Abend aber mit der Hilfe von Jarvis abwehren kann. Stark gelingt es schließlich, Wilkes dauerhaft sichtbar zu machen, und bricht anschließend nach Peru auf, um einen befreundeten Forscher zu Rate zu ziehen. Während Chief Sousa Peggy über seine Entdeckung informiert, dass Frost einst eine hochbegabte Wissenschaftlerin bei Isodyne war, wird Thompson von Masters in den Arena Club aufgenommen und sieht die von Peggy angesprochene Zeitung mit Chadwicks Wahlsieg. Als Frost bei ihrer Arbeit im Vorbereitungsraum von ihrem Regisseur bedrängt wird, nutzt sie ungewollt die Nullmaterie, um ihn zu töten und zu absorbieren.      |           |                        |                         |                      |                                            |                    |                                                    |              |
| 12 | 4         | Was immer du willst    | Smoke & Mirrors         | 2. Feb. 2016         | 11. Mai 2016                               | David Platt        | Sue Chung                                          | 2,77 Mio.    |
| 1940 verlobt sich Peggy bei ihrer Arbeit als Codeknackerin im Bletchley Park und schlägt dafür ein Angebot der SOE aus. Wie sich später herausstellt, wurde dies von ihrem im Krieg kämpfenden Bruder Michael initiiert, der verhindern will, dass Peggy ihre kämpferische Natur für ein spießbürgerliches Leben aufgibt. Als Peggy kurz darauf die Nachricht vom Tod ihres Bruders erhält, erfüllt sie ihm seinen Wunsch und geht – ohne zu heiraten – zur SOE. Aus Whitney Frosts Vergangenheit erfährt man, dass diese sich von ihrer schon früh entwickelten wissenschaftlichen Begabung abwenden musste, nachdem sie aufgrund ihres Geschlechts von der Universität abgelehnt wurde. Stattdessen wird sie im Jahre 1934 in Hollywood von einem Talentagenten entdeckt, der ihr zur Filmkarriere verhilft. Im Jahr 1947 erkennt Peggy bei der Beschattung von Chadwick dessen Fahrer als ihren Angreifer wieder und findet im Anschluss seinen Namen, Rufus Hunt, und Wohnort heraus. Bei einem Besuch nehmen Peggy und Jarvis Hunt mithilfe eines Betäubungsgewehrs gefangen, woraufhin Peggy ihn mit Sousa ausfragt. Indem Peggy Hunt ein harmloses Erkältungsserum verabreicht, das sie ihm als tödliches Virus verkauft, bringt sie ihn dazu, in der Hoffnung auf das Gegenmittel Mitglieder und Standorte des „Rates der Neun“ preiszugeben. Nachdem Sousa bei der SSR eine Razzia vorbereitet, diese aber von Vernon Masters durch das FBI verhindert wird, lassen er und Peggy Hunt mit einem Abhörgerät fliehen, sodass sie ihn daraufhin belauschen können. Hunt sucht Chadwick auf und erzählt ihm von der Auseinandersetzung mit Peggy und den Informationen, die er ihr offenbart hat. Aus Frust über sein Versagen nutzt die ebenfalls anwesende Frost die Nullmaterie, deren Kontrolle sie zuvor an Mäusen geübt hat, und absorbiert Hunt. Während Peggy und der Rest nur die Geräusche bis zu Hunts Tod mitverfolgen können, zeigt Frost dem schockierten Chadwick die bisher versteckt gehaltenen schwarzen Adern an ihrer Schläfe, die sich mit jeder weiteren Absorption ausbreiten.   |           |                        |                         |                      |                                            |                    |                                                    |              |
| 13 | 5         | Ein explosiver Job     | The Atomic Job          | 9. Feb. 2016         | 18. Mai 2016                               | Craig Zisk         | Lindsey Allen                                      | 2,66 Mio.    |
| Von einer von Sousa erbeuteten Gewebeprobe der im Eis gefundenen Frau nimmt Wilkes unwillkürlich Nullmaterie auf und kann daraufhin den Aufenthaltsort des Leichnams erspüren. Im Versuch diesen zu stehlen schleichen sich Peggy und Jarvis durch einen Belüftungsschacht in ein Kühlhaus und beobachten durch ein Gitter, wie Frost in Begleitung von Chadwick der Leiche die restliche Nullmaterie entzieht und ihr Vorhaben äußert, Atombomben zur Erzeugung von mehr Nullmaterie in ihren Besitz zu bringen. Da für Wilkes und Jarvis im Unterschlupf nur jene von Roxxon in Frage kommen, dringt Peggy als Sekretärin verkleidet dort ein und entwendet Hugh Jones einen brauchbaren Schlüssel. Während Frost ihren Exfreund, den Gangsterboss Joseph Manfredi, überredet, ihr Männer für den Transport der Bomben zur Verfügung zu stellen, holen sich Peggy, Sousa und Jarvis als Verstärkung für die geplante Entschärfung der Bomben den SSR-Wissenschaftler Samberly sowie die Agentin Rose, die als Pförtnerin das von außen als Künstleragentur getarnte SSR-Revier vor ungebetenen Gästen bewahrt, mit ins Team. Indem Samberly die Roxxon-Wachen mit einer selbst gebauten Elektroimpulswaffe außer Gefecht setzt, können sie sich mit Jones’ Schlüssel Zugang zum Kellergeschoss verschaffen, wo die Bomben gelagert werden, nach denen Frost bereits verzweifelt sucht. Das Team um Peggy findet den richtigen Raum, als sich jedoch die Tür hinter Jarvis verschließt und er gezwungen ist, mithilfe von Sousas Anweisungen die Brennstäbe aus den zwei Bomben zu entfernen. Peggy stellt sich derweil den fliehenden Frost und Chadwick in den Weg, fällt im Zweikampf mit Frost aber ein Stockwerk hinab in die Tiefe und wird beim Aufprall von einem Betonstab durchbohrt. Nachdem Rose und Samberly die Brennstäbe sicher verwahren und Peggy zu Sousas Verlobter, der Krankenschwester Violet, gebracht und von ihr verarztet wird, legt sie sich in Starks Anwesen zur Ruhe und muss dabei zusehen, wie Wilkes wieder unsichtbar wird.                                              |           |                        |                         |                      |                                            |                    |                                                    |              |
| 14 | 6         | Der Feind muss helfen  | Life of the Party       | 16. Feb. 2016        | 18. Mai 2016                               | Craig Zisk         | Eric Pearson                                       | 2,39 Mio.    |
| Wilkes’ erneute Unsichtbarkeit vergeht zwar nach kurzer Zeit wieder, doch aus Sorge, die Nullmaterie könnte ihn bald vollständig übermannen, beschließt er den Bau einer stabilisierenden Eindämmungszelle für sich selbst. Da Wilkes hierfür Nullmaterie benötigt und diese allein über Frosts Blut zugänglich ist, entwickelt er ein spezielles Gerät zur Blutentnahme, das Peggy auf Chadwicks abendlicher Wahlkampfgala einzusetzen gedenkt. Aufgrund der Erkennungsgefahr und ihrer Verletzung braucht Peggy allerdings Ersatz für diese Mission und findet ihn in Dottie Underwood, der sie zur Flucht aus dem Gefängnis verhilft. Nach der Einweisung in ihre Aufgabe schickt Peggy Dottie in Begleitung von Jarvis auf den Ball, wo letzterer den ebenfalls erschienenen Chief Thompson ablenkt, um Dottie die Möglichkeit zu verschaffen, ungesehen zu Frost zu gelangen. Nachdem Dottie dieser auf der Toilette bei einem beabsichtigten Zusammenstoß das Blut entnimmt, versteckt sie sich im Geheimraum des Rates, wo sie daraufhin Zeuge einer Sitzung wird, in der Frost den Anwesenden ihre Kontrolle über die Nullmaterie präsentiert. Als sie jedoch von Sicherheitsmännern gefesselt wird und sich herausstellt, dass Chadwick das Treffen nur zum Zwecke ihrer Festnahme arrangiert hatte, nutzt sie voller Zorn die Nullmaterie, um sich zu befreien und Chadwick sowie die Hälfte der Ratsmitglieder zu absorbieren, wodurch sie sich zum neuen Oberhaupt des Rates ernennt. Beim Verlassen des Raumes wird Dottie entdeckt und von Thompson niedergeschlagen, wobei sie die Blutprobe verliert, die im Anschluss von Jarvis geborgen werden kann. Der Überlebende Hugh Jones informiert Vernon Masters über die Machtübernahme des Rates durch Frost, was dieser der Fahrlässigkeit seines Schützlings Thompson im Umgang mit Agent Carter zuschreibt. Auf Masters’ Forderung, sie aus dem Weg zu schaffen, sucht Thompson Peggy in Starks Villa auf und warnt sie vor den Konsequenzen, die ihr Handeln nach sich ziehen könnte; die gefangene Dottie wird derweil zu Frost gebracht. |           |                        |                         |                      |                                            |                    |                                                    |              |
| 15 | 7         | Monster                | Monsters                | 16. Feb. 2016        | 25. Mai 2016                               | Metin Hüseyin      | Brandon Easton                                     | 2,39 Mio.    |
| Nach einer ergebnislosen Befragung von Dottie durch Masters nimmt sich Frost ihrer persönlich an und schüchtert Dottie unter Einsatz der Nullmaterie derart ein, dass diese ihr den Unterschlupf von Peggy preisgibt. Während Wilkes die Fertigstellung seiner Eindämmungskammer gelingt, in der sich sein Körper mithilfe der Nullmaterie von Frost wieder vollständig manifestiert, empfängt das Team ein Signal des plötzlich wieder aktiven Peilsenders, den sie zuvor an Dotties Kette befestigt hatten, worin Peggy aber einen Hinterhalt vermutet. Dennoch begibt sie sich mit Jarvis zu dem lokalisierten Ort, Frosts Villa, und verschafft sich Zugang zu dem Grundstück, auf dem sie aufgrund einer vermeintlichen Fehlfunktion einer mitgebrachten Erfindung von Stark jedoch gefangen genommen und zu Dottie gesperrt werden. Nachdem sie sich schnell wieder befreien können und die Wachen durch die verzögerte Auslösung einer Druckwelle von Starks Waffe außer Gefecht gesetzt werden, offenbart Dottie, dass Frost Peggy nur hierher locken wollte, um sich in Starks Villa von Wilkes die Nullmaterie zurückzuholen. Da Wilkes allerdings Frosts Angriffsversuch standhält und diese ihn anschließend auch nicht zur Zusammenarbeit überreden kann, schlägt sie ihn mit der Hilfe ihres neu in den Rat aufgenommenen Partners Joseph Manfredi K.o. und lässt ihn zum Auto schleppen. Dabei stellt sich ihnen Jarvis’ Frau Ana in den Weg, der Frost in Anbetracht der sich im Auto nähernden Peggy und Jarvis kurzerhand in den Bauch schießt, um mit Manfredi und Wilkes zu fliehen. Peggy und Jarvis bringen Ana ins Krankenhaus und deren Abwesenheit nutzt die im Kofferraum eingesperrte Dottie aus, um zu entkommen, wobei sie einen Polizisten tötet. Da Chief Sousa gegenüber Masters kein Interesse zeigt, dem Einbruch bei Roxxon nachzugehen, und Masters damit erkennt, dass dieser Carter schützen will, lässt er Sousa in der Nacht zusammenschlagen, bevor er ihn am nächsten Tag seines Amtes enthebt und sich selbst vorübergehend als SSR-Chief von L.A. einsetzt.      |           |                        |                         |                      |                                            |                    |                                                    |              |
| 16 | 8         | Seitenwechsel          | The Edge of Mystery     | 23. Feb. 2016        | 25. Mai 2016                               | Metin Hüseyin      | Brant Englestein                                   | 2,50 Mio.    |
| Nach Anas Operation im Krankenhaus lässt Peggy den trauernden Edwin mit seiner Frau allein, um Frost über Manfredi als Mittelsmann ein Angebot zum Austausch von Wilkes gegen die von ihr ersehnten Brennstäbe zu unterbreiten. Auf Frosts Einwilligung lässt Peggy von Samberly Fälschungen der Uranstäbe sowie anhand von per Telegramm geschickten Bauplänen von Stark eine Gammakanone anfertigen, die dazu imstande sein soll, Nullmaterie zu vernichten. Nachdem Peggy von Chief Thompson mit einer Akte über vermeintliche Kriegsverbrechen von ihr konfrontiert wird, was Peggy jedoch von sich weist, kommt es zum Aufeinandertreffen mit Frost und Manfredi, das allerdings missglückt, da Frost durch das zufällige Öffnen des Koffers mit den Uranstäben die Attrappen erkennt und Peggy und Sousa mit Wilkes fliehen müssen. Auf der Flucht zwingt Wilkes Sousa dann aber mit einem Gewehr, den Aufenthaltsort der Brennstäbe zu verraten, bevor er mithilfe der Nullmaterie die Wand des Wagens durchdringt und von Frosts Männern aufgenommen wird. Frost, der es augenscheinlich gelungen ist, Wilkes von ihren Visionen zu überzeugen, informiert Masters, der die Brennstäbe kurz darauf aus ihrem Versteck in einem Safe bei der SSR stiehlt, dabei aber von Thompson entdeckt wird. Masters schafft es zwar, Thompson mit einer Amnesieapparatur aus dem Weg zu schaffen und das Uran mitzunehmen, doch Peggy und Sousa finden im Anschluss die Notiz der von Thompson in einem Telefongespräch zwischen Masters und Frost belauschten Koordinaten des Isodyne-Testgeländes und machen sich mit dem gesamten Team auf den Weg dorthin. Als Frost und Wilkes schließlich die Atombombe zünden und Wilkes in die entstehende Nullmaterie gesogen wird, feuert Samberly auf Peggys Befehl mit der Gammakanone auf die Nullmaterie, die sich dadurch vollständig in Wilkes ansammelt. Der rachsüchtige Jarvis begibt sich derweil, verfolgt von Peggy, zu Frost und schießt sie mit der Pistole an, was aber keine Wirkung zeigt, woraufhin er und Peggy gefangen genommen werden.           |           |                        |                         |                      |                                            |                    |                                                    |              |
| 17 | 9         | Schwere Entscheidungen | A Little Song and Dance | 23. Feb. 2016        | 1. Juni 2016                               | Jennifer Getzinger | Chris Dingess Idee: Michele Fazekas & Tara Butters | 2,50 Mio.    |
| Nachdem sich Peggy und Jarvis aus dem Gefangenenlastwagen in Frosts Konvoi befreien können und diesen anschließend mithilfe einer Finte kapern, muss Peggy bei der SSR feststellen, dass Sousa und Samberly eine Kooperation mit Masters und Thompson eingegangen sind, um die Gammakanone durch Samberly zum Einsatz gegen Frost bei der Übergabe vorzubereiten. In ihrem Versteck versucht diese derweil erfolglos, die Nullmaterie aus Wilkes zu extrahieren, welcher seit deren Aufnahme vor dem verheerenden Schaden eines möglichen Ausbruches warnt. Thompson erklärt sich bereit, anstatt von Masters Frost um einen Zeitaufschub für die Lieferung der Gammakanone zu bitten und nutzt dieses Aufeinandertreffen in Wahrheit, um Frost den Plan um ihre Auslöschung durch die Kanone zu verraten und im Gegenzug einen Sitz im Rat zu fordern. Nach der Rückkehr zum Team macht sich Thompson mit Masters und der Gammakanone auf den Weg zu Frost, während Peggy und Sousa ihnen aufgrund ihres sabotierten Wagens nicht folgen können und einen Hinterhalt von Masters vermuten. Bevor sie sich anderweitig zu Frost begeben, klärt Samberly sie allerdings darüber auf, dass er die Gammakanone auf Thompsons Geheiß zu einer Bombe umgebaut hat, mit der dieser sowohl Frost als auch den korrupten Masters töten will. Tatsächlich versagt die Kanone bei Masters’ Mordversuch an Frost, der Thompson Masters daraufhin überlässt, um aus sicherer Entfernung den Fernzünder der Bombe zu betätigen. Dies zeigt jedoch aufgrund eines von Samberly konstruierten Störsignals keine Wirkung, das Peggy in Auftrag gab, um in der Zwischenzeit einen Befreiungsversuch für Wilkes zu starten. Als dieser sich aber widersetzt und im Ringen mit der Nullmaterie zu Frost wankt, zwingt Thompson Samberly, den Zünder wieder scharf zu machen, was dazu führt, dass Peggy ihn mit der Pistole bedroht. In der Gegenwart von Frost und Masters ist Wilkes schließlich nicht mehr in der Lage die Nullmaterie zu halten und entlädt diese explosionsartig in den Raum.                              |           |                        |                         |                      |                                            |                    |                                                    |              |
| 18 | 10        | Der Riss in der Welt   | Hollywood Ending        | 1. März 2016         | 1. Juni 2016                               | Jennifer Getzinger | Michele Fazekas & Tara Butters Idee: Chris Dingess | 2,35 Mio.    |
| Nach dem Stoß der aus dem Gebäude dringenden Druckwelle bringen Peggy, Thompson und Sousa den nun gänzlich von der Nullmaterie befreiten Wilkes nach draußen und werden dabei von Frost verfolgt, die die Nullmaterie aufgenommen hat, aber vom zurückgekehrten Howard Stark im Auto angefahren wird und das Team entkommen lassen muss. Aus Sorge um Frost, die sich fortan nur noch damit beschäftigt, einen Weg zu finden, einen Nullmateriespalt ohne Atombombe zu öffnen, bittet ihr neuerlicher Liebhaber Manfredi das SSR-Team um Hilfe und trifft dabei mit Stark auf einen früheren Geschäftspartner. Dieser schlägt vor, Frost eine Falle zu stellen, indem man ihre Aufzeichnungen nutzt, um selbst einen Spalt herbeizuführen, und dann mit der Gammakanone die Nullmaterie aus ihr entfernt. Da Frost nur selten ihren Raum verlässt, lockt Manfredi diese unter einem Vorwand heraus und verschafft Peggy und Sousa damit die Möglichkeit, Fotos von ihren Notizen zu schießen. Anhand dieser bauen Stark, Wilkes und Samberly einen Rissgenerator und erzeugen mit diesem in den Filmstudios von Stark einen Spalt, den kurz darauf, wie erwartet, Frost erreicht. Nachdem ihr mithilfe der Gammakanone die Nullmaterie entzogen werden kann, steht diese aufgrund ihrer Nachladezeit nicht zur Verfügung, um den Riss zu schließen, der allmählich beginnt instabil zu werden und droht sich auszubreiten. Sousa versucht zwar, den Rissgenerator, mit einem Feuerwehrschlauch aus der Kulisse gesichert, manuell abzuschalten, doch die Anziehungskraft des Spaltes hindert ihn daran. Aus einer Idee heraus platziert Jarvis daraufhin den Kern der Gammakanone in Starks schwebendes Auto und lässt dieses in den Spalt fliegen, was tatsächlich die Schließung desselben bewirkt. Während Frost anschließend in der Psychiatrie landet und Peggy sich wegen des ihr zugeneigten Sousas entscheidet, vorerst nicht nach New York zurückzufliegen, wird Thompson in seinem Hotelzimmer von einem Killer niedergeschossen, der die Kriegsakte von Peggy mitnimmt.                           |           |                        |                         |                      |                                            |                    |                                                    |              |

## Rezeption

### Englischsprachiger Raum
Für die erste Staffel wertete Metacritic 26 Kritiken aus den Vereinigten Staaten aus, von denen 22 als positiv und 3 als negativ eingeordnet wurden. Dies ergab einen Metascore von 73 aus 100 Punkten. Rotten Tomatoes wertete 42 Kritiken aus, von denen 40 eher positiv (fresh) und 2 eher negativ (rotten) ausgefallen waren. Dies ergab ein Tomatometer von 95 Prozent mit einer durchschnittlichen Bewertung von 7,9 aus 10 Punkten. Mit dem Fokus auf Peggy Carter als Person und erst danach als Actionheld sei die Serie bestechend und stylisch mit begeisternden Ausbrüchen und frechem Unterton („a winning, stylish drama with bursts of excitement and an undercurrent of cheeky fun“).
Brian Lowry (Variety) sieht zum Start in Marvel’s Agent Carter eine vielversprechende Serie, die Marvel’s Agents of S.H.I.E.L.D. übertreffe. Er lobt die Idee einer weiblichen Agentin, die sich mit den in den 1940er Jahren weit verbreiteten sexistischen Vorurteilen konfrontiert sieht. Das Ambiente der 1940er Jahre verleiht der Serie ein verführerisches Aussehen und wenn Hayley Atwell mit blonder Perücke undercover unterwegs ist, erinnert sie an Veronica Lake, nur dass sie zusätzlich noch einen passablen rechten Haken besitzt.
Mike Hale (New York Times) bezeichnet Agent Carter zum Start der ersten Staffeln als eine gelungene Mischung, die Comic Book Science-Fiction, Elemente der Screwball-Komödie, einen nostalgischen Blick auf die Nachkriegszeit, feministische Aspekte und Action-Film-Einlagen miteinander verbindet.

### Deutschsprachiger Raum
Nach Abschluss der ersten Staffel empfand Adam Arndt (Serienjunkies.de) den Ablauf der ersten drei Folgen als zu ähnlich. In den späteren Folgen habe sich der Spannungsaufbau ebenfalls deutlich geähnelt, so dass dessen Effekt abnutzte. Die Stärke der Serie seien die Hauptdarsteller und die Chemie zwischen ihnen, besonders deutlich im Gespann Peggy/Jarvis. Auch für die Nebenfiguren schufen die Autoren passende Hintergrundgeschichten und individuelle Wesenszüge. Das Finale habe nach gutem Aufbau in den vorherigen Folgen allerdings Potential verschenkt, so Arndt. Unterm Strich habe Marvel’s Agent Carter nun den Weg für weitere weibliche Figuren aus dem Marvel-Universum ins Filmmedium vorbereitet.